# Uciderea cerbului sacru
Uciderea cerbului sacru (în engleză The Killing of a Sacred Deer) este un film de groază și thriller psihologic din 2017, regizat de Yorgos Lanthimos și interpretat de Colin Farrell, Nicole Kidman, Barry Keoghan, Raffey Cassidy, Sunny Suljic, Alicia Silverstone și Bill Camp. Scenariul scris de Lanthimos și Efthymis Filippou a fost inspirat din tragedia greacă antică Ifigenia la Aulis de Euripide.
Filmul urmărește viața unui chirurg cardiolog (Steven), care are doi copii împreună cu soția sa, o fată de 14 ani și un băiat de 12 ani. Acesta prezintă familiei sale un adolescent care nu are tată, dar care totuși are o legătură cu trecutul său. După această întâlnire, copiii săi încep să se îmbolnăvească în mod misterios, iar tatăl este forțat să facă un sacrificiu dureros.
Filmul a fost selectat pentru a concura la Palme d'Or din cadrul Festivalului de Film de la Cannes din 2017. A fost lansat în cinematografe în Statele Unite de compania A24 la 20 octombrie 2017. Reacția critică la film a fost în mare parte pozitivă, iar filmul a avut încasări de 10 milioane de dolari la nivel mondial.
A fost desemnat Cel mai bun film european la premiile Gopo 2019.